# 암라
암라(Amla, Phyllanthus emblica)는 여우주머니과 여우주머니속의 낙엽교목이다. 아마륵(阿摩勒), 아말라키(Amalaki)라고 부르기도 한다.
인도, 동남아시아가 원산지이며 열대, 아열대에서 재배한다. 열매는 식용으로 사용된다. 힌두교에서는 신성한 나무로 여겨졌다.